# 愛拉·賽庫拉
愛拉·賽庫拉（英語：Aayla Secura）是《星際大戰》系列的虛構人物。在《星際大戰二部曲：複製人全面進攻》和《星際大戰三部曲：西斯大帝的復仇》兩部電影中由艾米·爱伦飾演。該角也出現在《星際大戰》相關的漫畫、影集和電子遊戲中。
賽庫拉來自賴洛思星球，為絕地大師之一。複製人戰爭期間，她成為銀河共和國的將軍。在戰爭的尾聲時，賽庫拉被手下的複製人士兵所殺。

## 人物創作
愛拉·賽庫拉原本是漫畫家简·杜尔塞马和約翰·奧斯特蘭德所創建的角色，在黑馬漫畫發行的漫畫系列《星際大戰：共和國》中登場。但當喬治·盧卡斯在漫畫封面上看到她的形象時，便決定將她加入到電影《星際大戰二部曲：複製人全面進攻》之中。